# Lijst van voetbalinterlands Moldavië - Zwitserland
Deze lijst van voetbalinterlands is een overzicht van alle officiële voetbalwedstrijden tussen de nationale teams van Moldavië en Zwitserland. De landen speelden tot op heden drie keer tegen elkaar. De eerste ontmoeting, een kwalificatiewedstrijd voor het Wereldkampioenschap voetbal 2010, werd gespeeld in Chisinau op 28 maart 2009. Het laatste duel, een vriendschappelijke wedstrijd, vond plaats op 3 juni 2016 in Lugano. Voor het Zwitsers voetbalelftal was dit een oefenwedstrijd in de voorbereiding op het Europees kampioenschap voetbal 2016.

## Wedstrijden
| № | Plaats   | Datum         | Competitie           | Wedstrijd              | Uitslag |
| - | -------- | ------------- | -------------------- | ---------------------- | ------- |
| 1 | Chisinau | 28 maart 2009 | WK 2010 kwalificatie | Moldavië – Zwitserland | 0 – 2   |
| 2 | Genève   | 1 april 2009  | WK 2010 kwalificatie | Zwitserland – Moldavië | 2 – 0   |
| 3 | Lugano   | 3 juni 2016   | Vriendschappelijk    | Zwitserland – Moldavië | 2 – 1   |

## Samenvatting
| Competitie        | Totaal gespeeld | Winst Moldavië | Gelijk | Winst Zwitserland | Doelsaldo Moldavië – Zwitserland |
| ----------------- | --------------- | -------------- | ------ | ----------------- | -------------------------------- |
| WK-kwalificatie   | 2               | 0              | 0      | 2                 | 0 − 4                            |
| Vriendschappelijk | 1               | 0              | 0      | 1                 | 1 − 2                            |
| Totaal            | 3               | 0              | 0      | 3                 | 1 − 6                            |

## Details

### Eerste ontmoeting
| WK 2010 kwalificatie (Chisinau, Moldavië, 28 maart 2009): |              | |
| Moldavië | 0 – 2        | Zwitserland |
| | goals        | 32' Alexander Frei 90+3' Gelson Fernandes |
| Igor Dobrovolskiy | bondscoach   | Ottmar Hitzfeld |
| Stanislav Namașco Serghei Laşcencov Alexei Savinov Igor Armaş 86' Victor Golovatenco Alexandru Epureanu Alexandru Gaţcan Artur Ioniţă 56' Igor Bugaiov Serghei Alexeev Denis Calincov | opstellingen | Diego Benaglio Stephan Lichtsteiner Philippe Senderos Stéphane Grichting Ludovic Magnin Gökhan Inler Benjamin Huggel 80' Marco Padalino 90' Tranquillo Barnetta Alexander Frei 80' Blaise Nkufo |
| Eugeniu Cebotaru 56' Vitalie Manaliu 86' | wissels      | 80' Gelson Fernandes 80' Eren Derdiyok 90' Johan Djourou |
| Igor Armaş 38' Alexandru Epureanu 63' Alexei Savinov 64' | gele kaarten | |

### Tweede ontmoeting
| WK 2010 kwalificatie (Genève, Zwitserland, 1 april 2009): |              | |
| Zwitserland | 2 – 0        | Moldavië |
| Blaise Nkufo 20' Alexander Frei 52' | goals        | |
| Ottmar Hitzfeld | bondscoach   | Igor Dobrovolskiy |
| Diego Benaglio Stephan Lichtsteiner Philippe Senderos Stéphane Grichting Ludovic Magnin Gökhan Inler Benjamin Huggel 72' Marco Padalino 86' Tranquillo Barnetta Alexander Frei Blaise Nkufo 82' | opstellingen | Stanislav Namașco Alexei Savinov Serghei Laşcencov Victor Golovatenco Alexandru Onica 57' Alexandru Gaţcan Eugeniu Cebotaru Victor Bulat 67' Denis Calincov Igor Bugaiov 79' Vitalie Manaliu |
| Blerim Džemaili 72' Eren Derdiyok 82' Almen Abdi 86' | wissels      | 57' Serghei Alexeev 67' Valeriu Andronic 79' Igor Ţîgîrlaş |
| Stephan Lichtsteiner 77' | gele kaarten | 16' Victor Bulat 45' Alexandru Gaţcan |

FMF · A-internationals · Bondscoaches · Moldavisch vrouwenelftal · Moldavië U21 · Moldavië U20 · Moldavië U19 · Moldavië U18 · Moldavië U17 · Moldavië U16
1990 – 1999 ·
2000 – 2009 ·
2010 – 2019 ·
2020 − 2029
1991 · 1992 · 1993 · 1994 · 1995 · 1996 · 1997 · 1998 · 1999 · 2000 · 2001 · 2002 · 2003 · 2004 · 2005 · 2006 · 2007 · 2008 · 2009 · 2010 · 2011 · 2012 · 2013 · 2014 · 2015 · 2016 · 2017 · 2018 · 2019 · 2020 · 2021 · 2022 · 2023 · 2024
Albanië ·
Andorra ·
Armenië ·
Azerbeidzjan ·
Bosnië en Herzegovina ·
Bulgarije ·
Canada ·
Cyprus ·
Denemarken · 
Duitsland ·
El Salvador · 
Engeland ·
Estland ·
Faeröer ·
Finland ·
Frankrijk ·
Georgië ·
Gibraltar ·
Griekenland ·
Hongarije ·
Ierland ·
IJsland ·
Indonesië ·
Israël ·
Italië ·
Ivoorkust ·
Jordanië ·
Kaaimaneilanden ·
Kameroen ·
Kazachstan ·
Kirgizië ·
Kosovo ·
Kroatië ·
Letland ·
Liechtenstein ·
Litouwen ·
Luxemburg ·
Malta ·
Montenegro ·
Nederland ·
Noord-Ierland ·
Noord-Macedonië ·
Noorwegen ·
Oeganda ·
Oekraïne ·
Oostenrijk ·
Polen ·
Portugal ·
Qatar ·
Roemenië ·
Rusland ·
San Marino ·
Saoedi-Arabië ·
Schotland ·
Servië ·
Slovenië ·
Slowakije ·
Tsjechië ·
Turkije ·
Venezuela ·
Verenigde Arabische Emiraten ·
Verenigde Staten ·
Wales ·
Wit-Rusland ·
Zuid-Korea ·
Zweden ·
Zwitserland
SFV · A-internationals · Selecties · Bondscoaches · Zwitsers vrouwenelftal · Olympisch elftal · Zwitserland U21 · Zwitserland U19 · Zwitserland U18 · Zwitserland U17 · Zwitserland U16 · Vrouwen U17
1905 – 1919 · 
1920 – 1929 · 
1930 – 1939 · 
1940 – 1949 · 
1950 – 1959 · 
1960 – 1969 · 
1970 – 1979 · 
1980 – 1989 · 
1990 – 1999 · 
2000 – 2009 · 
2010 – 2019 · 
2020 – 2029
EK's: 1996 · 
2004 · 
2008 · 
2016 · 
2020 · 
2024
WK's: 1934 · 
1938 · 
1950 · 
1954 · 
1962 · 
1966 · 
1994 · 
2006 · 
2010 · 
2014 · 
2018 · 
2022
OS: 1924 · 
1928 · 
2012
1905 · 
1906 · 1907 · 
1908 · 
1909 · 
1910 · 
1911 · 
1912 · 
1913 · 
1914 · 
1915 · 
1916 · 
1917 · 
1918 · 
1919 · 
1920 · 
1921 · 
1922 · 
1923 · 
1924 · 
1925 · 
1926 · 
1927 · 
1928 · 
1929 · 
1930 · 
1931 · 
1932 · 
1933 · 
1934 · 
1935 · 
1936 · 
1937 · 
1938 · 
1939 · 
1940 · 
1941 · 
1942 · 
1943 · 
1944 · 
1945 · 
1946 · 
1947 · 
1948 · 
1949 · 
1950 · 
1952 ·
1952 · 
1953 · 
1954 · 
1955 · 
1956 · 
1957 · 
1958 · 
1959 · 
1960 · 
1961 · 
1962 · 
1963 · 
1964 · 
1965 · 
1966 · 
1967 · 
1968 · 
1969 · 
1970 · 
1971 · 
1972 · 
1973 · 
1974 · 
1975 · 
1976 · 
1977 ·
1978 · 
1979 · 
1980 · 
1981 · 
1982 · 
1983 · 
1984 · 
1985 · 
1986 · 
1987 · 
1988 · 
1989 · 
1990 ·
1991 · 
1992 · 
1993 · 
1994 ·
1995 · 
1996 · 
1997 · 
1998 · 
1999 · 
2000 · 
2001 · 
2002 · 
2003 · 
2004 · 
2005 · 
2006 · 
2007 · 
2008 · 
2009 · 
2010 · 
2011 · 
2012 · 
2013 ·
2014 ·
2015 ·
2016 ·
2017 ·
2018 ·
2019 ·
2020 ·
2021 ·
2022
Albanië ·
Algerije · 
Andorra · 
Argentinië ·
Australië ·
Azerbeidzjan ·
België ·
Bolivia ·
Bosnië en Herzegovina ·
Brazilië ·
Bulgarije ·
Canada ·
Chili ·
China ·
Colombia ·
Costa Rica ·
Cyprus ·
Denemarken ·
DDR ·
Duitsland ·
Ecuador ·
Egypte ·
Engeland · 
Estland ·
Faeröer ·
Finland ·
Frankrijk ·
Georgië ·
Ghana ·
Gibraltar ·
Griekenland ·
Honduras ·
Hongarije ·
Hongkong ·
Ierland ·
IJsland ·
Israël ·
Italië ·
Ivoorkust ·
Jamaica ·
Japan ·
Joegoslavië ·
Kameroen ·
Kenia ·
Kosovo ·
Kroatië ·
Letland ·
Liechtenstein ·
Litouwen ·
Luxemburg ·
Malta ·
Marokko ·
Mexico ·
Moldavië ·
Montenegro ·
Nederland ·
Nigeria ·
Noord-Ierland ·
Noorwegen ·
Oekraïne ·
Oman ·
Oostenrijk ·
Panama ·
Peru ·
Polen ·
Portugal ·
Qatar ·
Roemenië ·
Rusland ·
Saarland ·
San Marino ·
Schotland ·
Servië ·
Slovenië ·
Slowakije ·
Sovjet-Unie · 
Spanje ·
Togo ·
Tsjechië ·
Tsjecho-Slowakije ·
Tunesië ·
Turkije ·
Uruguay ·
Venezuela ·
VA Emiraten ·
Verenigde Staten ·
Wales ·
Wit-Rusland ·
Zimbabwe ·
Zuid-Korea ·
Zweden
Albanië (2016) ·
Argentinië (2014) ·
Brazilië (2018) ·
Chili (2010) ·
Costa Rica (2018) ·
Ecuador (2014) ·
Frankrijk (2006) ·
Frankrijk (2014) ·
Frankrijk (2016) ·
Frankrijk (2021) ·
Honduras (2010) · 
Honduras (2014) · 
Italië (2021) · 
Oekraïne (2006) ·
Portugal (2008)  · 
Portugal (2022) · 
Roemenië (2016) · 
Servië (2018) ·
Spanje (2010) ·
Spanje (2021) ·
Togo (2006) ·
Tsjechië (2008) ·
Turkije (2008) ·
Turkije (2021) ·
Wales (2021) ·
Zuid-Korea (2006) ·
Zweden (2018)